# Doronicum austriacum
Doronicum austriacum is een kruidachtige plant uit de composietenfamilie (Asteraceae). De soortaanduiding austriacum is afgeleid van het land Oostenrijk. De plant heeft wortelstokken maar ontwikkelt geen uitlopers. De plant kan 120 cm hoog worden.

## Voorkomen
Doronicum austriacum komt niet slechts voor in Oostenrijk, maar ook in bergachtige gebieden in Klein-Azië en Midden- en Zuid-Europa. De soort komt onder andere voor in de Alpen, de Góry Świętokrzyskie en de Karpaten.

## Bloemen
De bloeiwijze geschiedt in de vorm van het hoofdje, vanuit de stengel is een bolvormig hoofdje gevormd met daaraan de felgele bloemblaadjes. De gemiddelde doorsnede van de bloem bedraagt zeven centimeter. Tevens is er sprake van een lintbloem.

## Zaden
De zaadjes zijn circa 2-3 mm lang en groen van kleur. Binnen in de zaadjes zit pappus.
... · 
D. austriacum · 
D. pardalianches (Hartbladzonnebloem) · 
....